# Rab (stad)
Rab (Italiaans: Arbe; Latijn: Arba; Oudgrieks: Άρβα of Arba) is een plaats in de Kroatische provincie Primorje-Gorski Kotar. Het is de hoofdplaats van het gelijknamige eiland in het noorden van de Kroatische kust.
De plaats ligt op een klein schiereiland aan de zuidwestelijke kant van het eiland. Veerboten verbinden de stad Rab met het vasteland via de haven van Jablanac. Er zijn in de stad acht kerken. De St. Justina is nu een museum, St. Christopher (de beschermheilige) is een lapidarium. De grootste kerk dateert uit de 13e eeuw. In 1456 werd Rab getroffen door de pest, die de bevolking van het stadje uitroeide.
Steden (gradovi): Rijeka · Bakar · Cres · Crikvenica · Čabar · Delnice · Kastav · Kraljevica · Krk · Mali Lošinj · Novi Vinodolski · Opatija · Rab · Vrbovsko

Gemeenten (općine): Baška · Brod Moravice · Čavle · Dobrinj · Fužine · Jelenje · Klana · Kostrena · Lokve · Lopar · Lovran · Malinska-Dubašnica · Matulji · Mošćenička Draga · Mrkopalj · Omišalj · Punat · Ravna Gora · Skrad · Vinodolska · Viškovo · Vrbnik